# 1396
L'any 1396 (MCCCXCVI) va ser un any de traspàs que començat en dissabte del calendari julià.

## Esdeveniments
- 25 de setembre, Nikopolis: batalla de Nicòpolis entre turcs i croats europeus.[1]

## Necrològiques
- 19 de maig - Foixà (l'Alt Empordà): Joan I, "el Caçador", rei de la Corona d'Aragó. (n. 1350)[2]
- 18 de juliol - Barberà de la Conca: Guillem de Guimerà i d'Abella 6è President de la Generalitat de Catalunya.[3]